# Serjania brachystachya
Serjania brachystachya är en kinesträdsväxtart som beskrevs av Ludwig Radlkofer. Serjania brachystachya ingår i släktet Serjania och familjen kinesträdsväxter. Inga underarter finns listade i Catalogue of Life.